# Rhipidomys leucodactylus
Rhipidomys leucodactylus (Ріпідоміс білолапий) — вид ссавців з родини Хом'якові (Cricetidae). Цей вид потребує таксономічної ревізії.

## Опис
При довжині голови і тіла 180 мм, це найбільший вид у роді. Спинне хутро, як правило, коричневого кольору, але волоски посмуговані жовтуватими і червонуватими відтінками, і є довге темне остьове волосся розсіяне по всій шерсті. Боки помітно бліді. Низ жовтуватий, кремовий або білий, волосинки з сірими основами. Хвіст приблизно такої ж довжини, як голова і тіло і щільно одягнений у коротке від червонуватого до темно-коричневого кольору хутро і закінчується довгим чубчиком. Задні ступні великі; їх спинна поверхня має велику темну пляму, яка простягається на першій або другій фалангах пальців від II до V, а іноді й на I. Бічні сторони лап і поверхня навколо пальців сріблястого кольору.

## Поширення
Країни поширення: Гвіана, пд. Венесуела, пн. і цн. Бразилія, Еквадор, Перу і зх.-цн. Болівія. Рід, як правило, знаходиться в низині, порослої лісом тропічної Південної Америки. У Перу його верхня висотна межа становить 1750 м.

## Поведінка
Це плодоїдна тварина, яка була виявлена як серед культур, де вона вважається шкідником, так і всередині житлових приміщень; було повідомлено, що гризе ананас, цукровий очерет і юку. Одна особина гніздилася в отворі дерева за 15 м від землі.

## Відтворення
Вагітні самиці з двома або трьома ембріонами були відзначені в Перу в серпні та вересні, а в Еквадорі — у вересні та листопаді. 

## Загрози та охорона
Немає ніяких серйозних загроз для виду. Цей вид зустрічається в ряді природоохоронних територій.